# Medwin
Medwin (ukr. Медвин) – wieś w rejonie białocerkiewskim obwodu kijowskiego na Ukrainie.

## Urodzeni w Medwinie
- Tadeusz Nowakowski – polski architekt, malarz, kapitan saperów Wojska Polskiego, powstaniec warszawski[3].